# ACI Marina Dubrovnik
ACI Marina Dubrovnik jedna je od najljepših i najsigurnijih marina za privez, čuvanje i održavanje jahti na Jadranu.

## Ime
ACI Marina Dubrovnik je u sastavu Adriatic Croatia International Club pa otud i potiče kratica ACI.

## Zemljopisni položaj
42°40,3’ N - 18°07,6’ E
ACI marina Dubrovnik smještena je nedaleko od izvora rijeke Omble u dubrovačkom gradskom kotaru Komolac. Nalazi se uz Jadransku turističku cestu, u zaljevu Rijeke dubrovačke, a udaljena je 5 kilometara od Dubrovnika u pravcu Splita te 2 nautičke milje od dubrovačke luke Gruž.

## Vezovi i smještajni kapaciteti
ACI Marina Dubrovnik raspolaže s nešto više od 400 vezova u moru te oko 150 mjesta na suhom doku. Svi vezovi u moru imaju priključak na pitku vodu i električnu energiju.

## Ostali sadržaji
Marina raspolaže sa svim sadržajima potrebitim za potpunu uslugu. Tu su recepcija, mjenjačnica, aperitiv bar, caffe bar, restoran s gotovim i jelima po izboru, pivnica, igrališta za tenis, otvoreni bazen, sanitarni čvor (WC i tuševi), praonica rublja, mini trgovački centar, prodavaonica nautičke opreme, radionica za servis i održavanje plovila, velika pokretna dizalica nosivosti 60 t, parkiralište za osobna vozila. U samoj Marini, na jednom od dokova, nalazi se crpka za gorivo za plovila, a u neposrednoj blizini Marine, oko 500 m daleko, nalaze se crpke za gorivo i plin za osobne automobile. Granični prijelaz s carinskom službom radi cijelu godinu a nalazi se u dubrovačkoj luci Gruž.
ACI marina Dubrovnik jedna je od 10 marina iz sustava ACI-a, koje zadovoljavaju stroga ekološka mjerila glede sigurnosti, čistoće vode i okoliša, te joj je kao takvoj dodijeljeno visoko priznanje Europska plava zastava.

## Promet
ACI Marina Dubrovnik je s Dubrovnikom povezana Jadranskom turističkom cestom te redovnim i čestim autobusnim linijama 1, 1A, 1B i 1C prometnog poduzeća Libertas, kao i taksi službom grada Dubrovnika.
Preko dubrovačke luke Gruž, Marina Dubrovnik je povezana brodskim linijama sa svim većim i značajnijim hrvatskim lukama te lukama u Anconi, Bariju i Pescari u Italiji.
Blizina Zračne luke Dubrovnik omogućava putnicima iz svih krajeva svijeta brzu i sigurnu vezu s ACI Marinom Dubrovnik.

## Vanjske poveznice
Adriatic Croatia International Club  Arhivirana inačica izvorne stranice od 12. veljače 2007. (Wayback Machine)